# Theronia lucida
Theronia lucida är en stekelart som först beskrevs av Cameron 1903.  Theronia lucida ingår i släktet Theronia och familjen brokparasitsteklar. Inga underarter finns listade i Catalogue of Life.